# Limbo (videohra)
Limbo je plošinovka s hádankami vyvinutá nezávislým studiem Playdead. Hra byla vydána v červenci 2010 na Xbox Live Arcade a od té doby portována na řadu dalších platforem, včetně PlayStation 3 a Microsoft Windows. Hráč ovládá bezejmenného chlapce na jeho cestě za ztracenou sestrou skrz nebezpečné prostředí a různorodé pasti. Vývojáři postavili hádanky hry tak, že hráč většinou několikrát selže, než najde správné řešení. Playdead označil tento styl hry jako „pokus a smrt“ a vývojáři použili krvavé scény chlapcovy smrti, aby dali jasně najevo, kudy cesta nevede.
Hra je celá v odstínech černé a bílé a využívá hru světla a stínu a využívá jen minimální zvuky okolí, aby navodila děsivou atmosféru. Novináři chválili hru za temnou atmosféru připomínající film noir. Na základě estetiky dávají recenzenti Limbo jako příklad videohry jako umění. Limbo obdrželo mnoho pozitivních recenzí, ale jeho minimální příběh polarizoval kritiky. Někteří kritici shledali, že práce s otevřeným koncem má hlubší význam, který koresponduje s mechanikami hry, zatímco jiní absenci příběhu a otevřený konec označovali za vadu. Častým bodem kritiky ze strany recenzentů bylo také to, že vysoká cena hry není v souladu s její krátkou délkou a odrazovali od koupě titulu, pro jiné má ale hra ideální délku.[zdroj?] Titul byl třetí nejprodávanější hrou na službě Xbox Live Arcade v roce 2010 a vydělal přibližně 7,5 milionu dolarů.[zdroj?] Titul získal několik ocenění a byl vyhlášen jako jedna z nejlepších her pro rok 2010 několika médii.
Další titul studia Playdead, hra Inside, byla vydána v roce 2016 a obsahovala mnoho stejných principů jako Limbo.

## Průběh hry

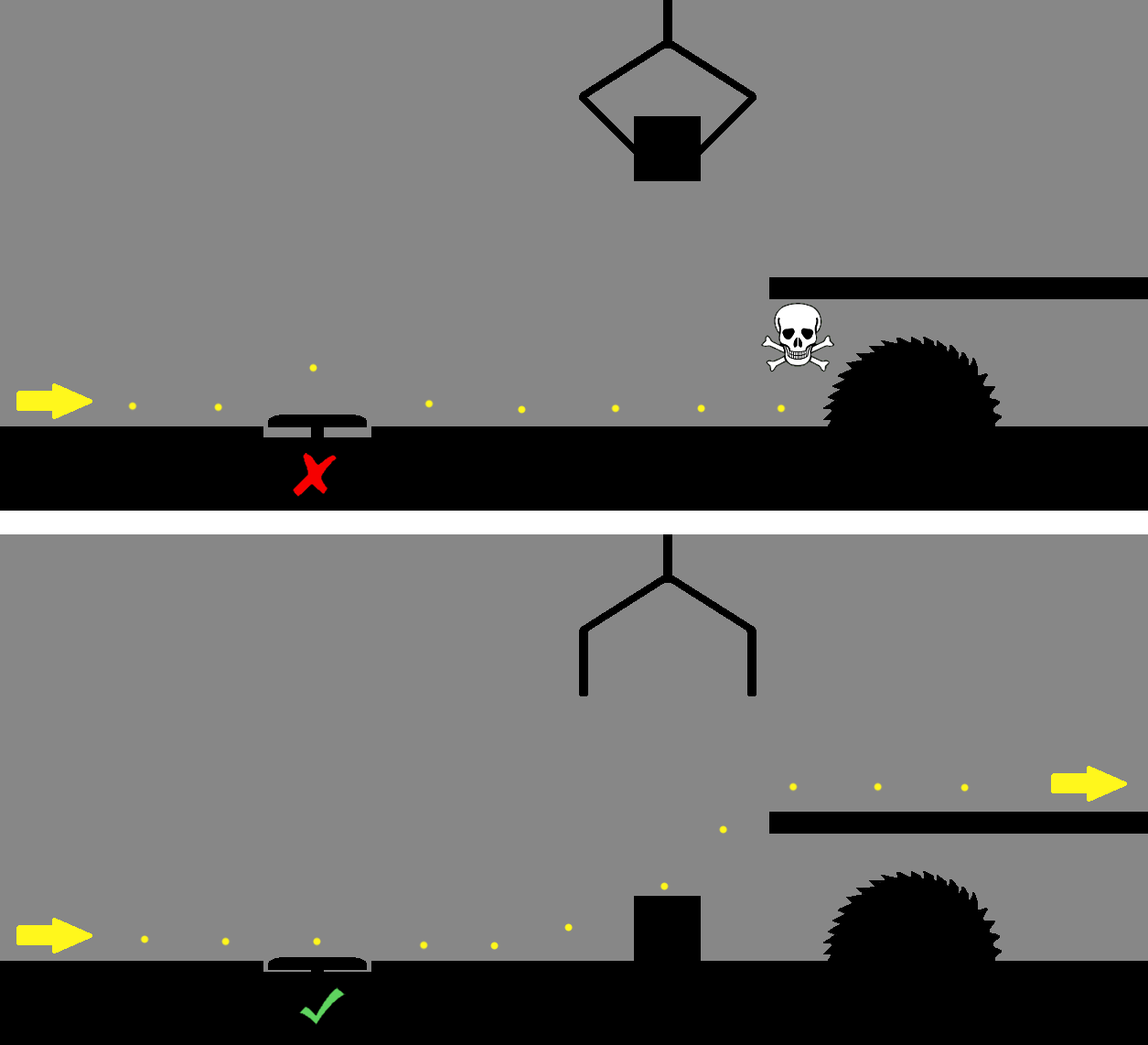
Ukázka konceptu: přeskočení spínače vede ke smrti, zatímco jeho aktivováním je shozena kostka, po níž se dá vyskočit na plošinu a pokračovat

Hráč ovládá chlapce a jako ve většině 2D plošinovek, chlapec může běžet zleva doprava, skákat, lézt na žebřících a provazech a pohybovat s předměty. Limbo je vyvedeno v temné, šedé grafice s minimem zvuků, které dotváří ponurou atmosféru. Temné zpracování jen podtrhují smrtelná překvapení, jakými jsou například pasti na medvědy rozmístěné v lese nebo zabijácká monstra nečekaně vystupující ze stínu. K nebezpečným patří i světélkující červi, kteří útočí na chlapcovu hlavu a nutí ho běžet jen jedním směrem dokud je nezabije.
Druhou polovinou hry jsou mechanické a fyzikální hádanky a pasti, které využívají např. elektromagnety nebo gravitaci. Mnoho z pastí není vidět, dokud na ně nešlápnete a často chlapce napoprvé zabijí. Hráč může zkusit další pokus o průchod od posledního checkpointu a pokusů může mít kolik chce. Některé pasti může i obejít a jejich funkčnost využít v pozdější části hry. Protože hráč pravděpodobně několikrát umře, než dokáže zdolat překážky, označují tvůrci Limbo hru jako „pokus a smrt“. V některých úmrtích je vidět jak je chlapec roztrhán nebo rozsekán a proto hra obsahuje možnost zapnout si filtr obsahu aby tato úmrtí nebyla vidět. Herní achievementy obsahují hledání easter eggů a dokončení hry s méně jak 5 zabitími.

## Příběh

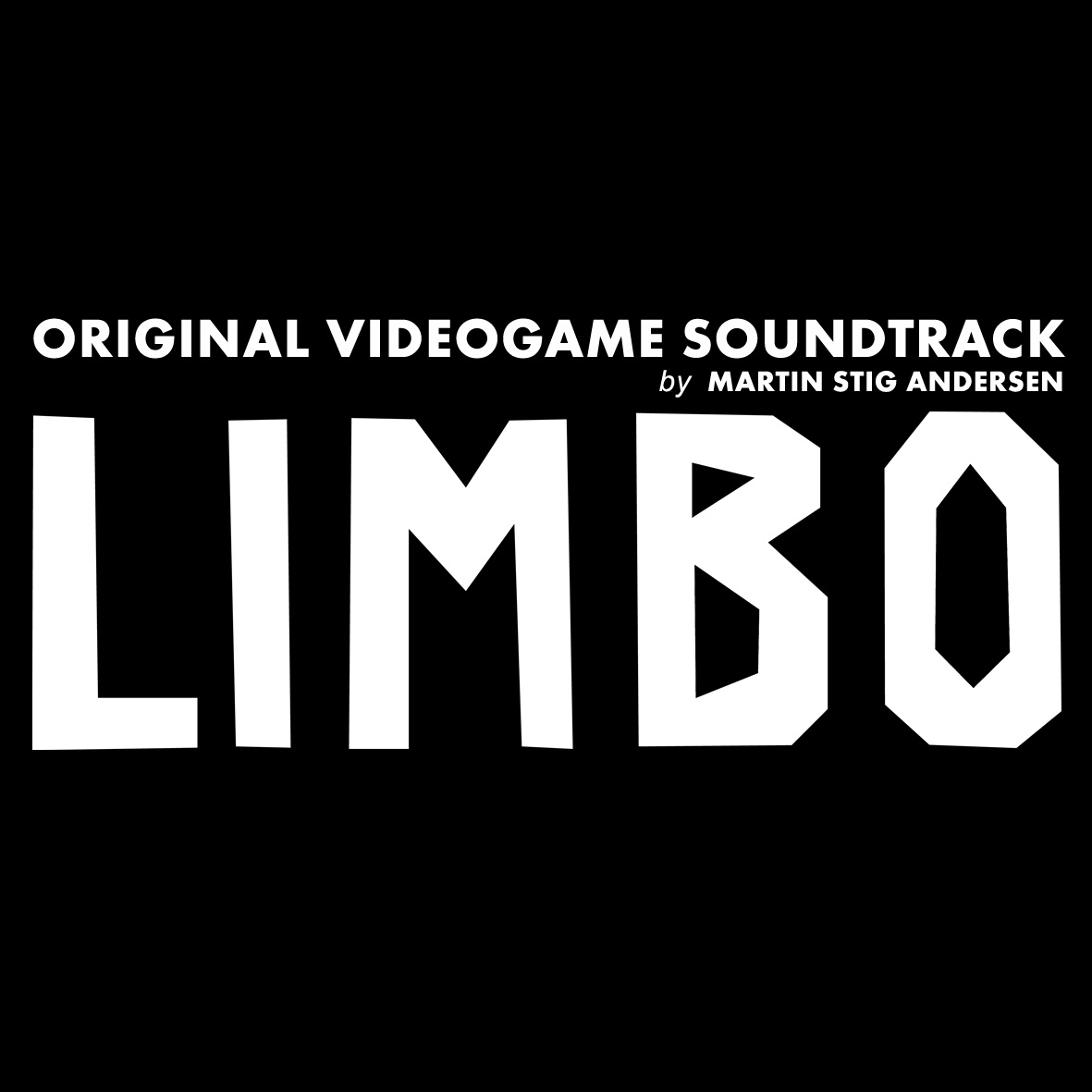
Obálka soundtracku ke hře Limbo

Hlavní hrdina hry Limbo je bezejmenný hoch, který se probudí uprostřed lesa na „pokraji pekla“ (název hry pochází z latinského limbus, znamenající „okraj“), kde narazí na gigantického pavouka, který se ho snaží zabít. Potom co použije past na to aby usekl pavoukovi nohy ustoupí dále do lesa a chlapec může pokračovat. Bohužel o kousek dále je lapen do pavučiny a zamotán do kokonu. Může se ale osvobodit ze zajetí a výskokem se dostat dál. Na cestě za svojí ztracenou sestrou narazí jen na pár lidí, kteří na něj buď zaútočí, utečou a nebo jsou už mrtví. Nakonec během cesty narazí i na děvče, o kterém se domnívá, že by mohla být jeho sestra, ale není mu umožněno se k ní dostat. Z lesa se pak chlapec dostane do města. Po splnění poslední hádanky proskočí chlapec tabulí skla a ocitne se zpět v lese. Poté, co se probere a zotaví ze šoku, urazí jen krátkou vzdálenost, než narazí na dívku, která vstává a v tento moment hra absurdně končí.